# Huedin
Huedin (maďarsky: Bánffyhunyad; německy: Heynod) leží v západní části Rumunska mezi městy Oradea a Cluj-Napoca. Huedin je dobře dostupný po mezinárodní silnici E 60 a vlakovou dopravou.

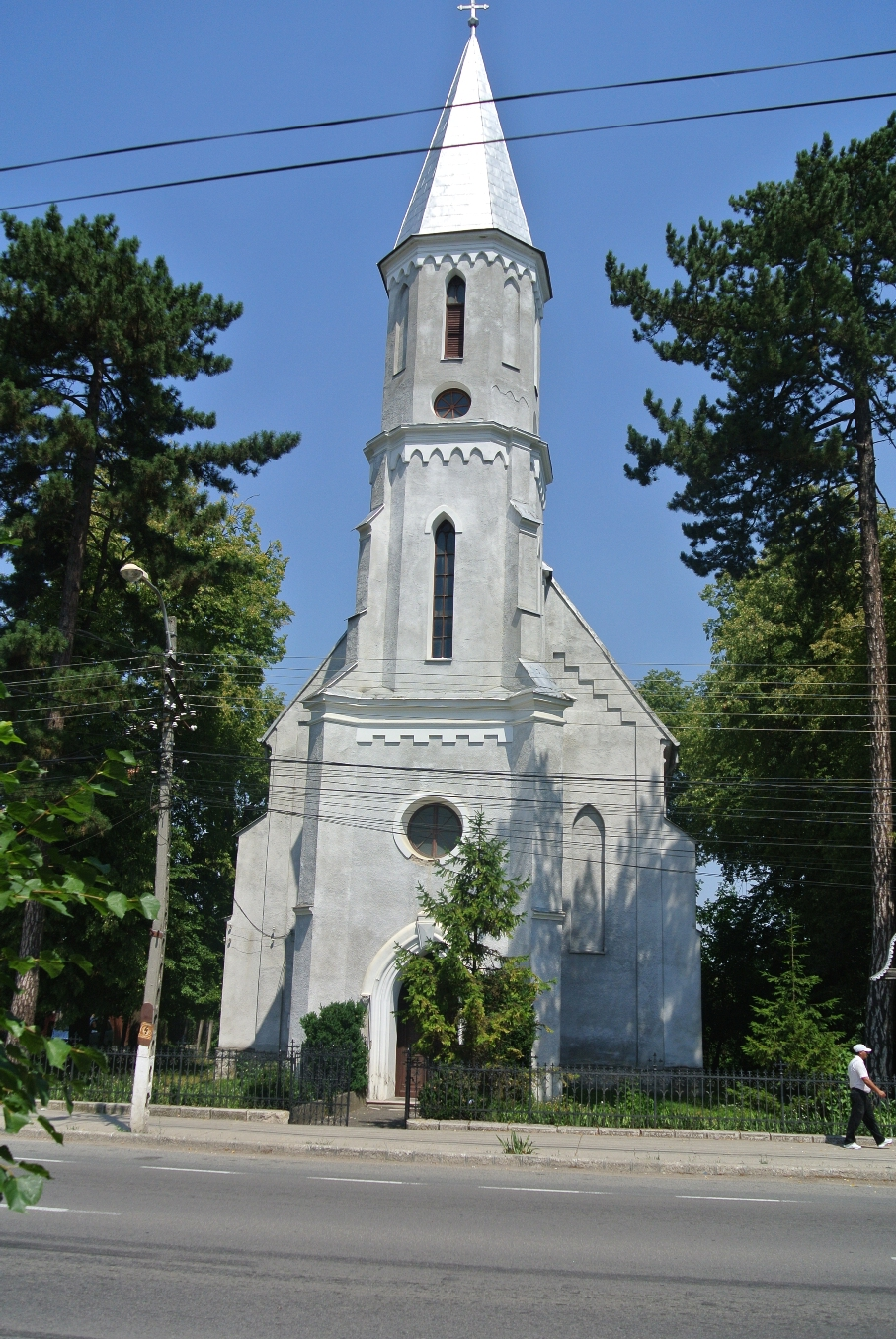
katolický kostel